# Lampeter, Pennsylvania
Lampeter är en ort i Lancaster County, Pennsylvania, USA.